# Erik Lamela
 Der er for få eller ingen kildehenvisninger i denne artikel, hvilket er et problem. Du kan hjælpe ved at angive troværdige kilder til de påstande, som fremføres i artiklen.

Erik Manuel Lamela (født 4. marts 1992) er en argentinsk fodboldspiller, der spiller som offensiv midtbanespiller eller kantspiller for AEK Athen og Argentinas landshold. Han er kendt for sin enestående dribleevner og sin fart. Han har øgenavnet Coco.

## Opvækst
Efter han som 7-årig spillede hos River Plate, tilbød FC Barcelona angiveligt Lamela og hans familie £100.000 om året, samt et hus og beskæftigelse for hans forældre, for at flytte til FC Barcelona. Den argentinske superstjerne Lionel Messi flyttede til FC Barcelona for et lignende tilbud, som en helt ung dreng. 
I 2004 rejste et filmhold til Argentina for at interviewe den 12 år gamle Lamela, der allerede var på forsiderne af samtlige aviser, efter han havde scoret 120 mål for River Plates ungdomshold den forrige sæson. I videoen, tilkendegiver Lamela, at han ønsker at følge i fodsporene af Diego Maradona og vinde et VM i Argentina.

## Landshold
Lamela deltog ved 2011 FIFA U-20 VM med Argentinas nationale U/20 hold og scorede tre mål i fire kampe. Han fik sin debut for Argentinas landshold den 25. maj 2011 i en venskabskamp kamp mod Paraguay.